# Ecuadoraans voetbalelftal in 2009
Het Ecuadoraans voetbalelftal speelde in totaal tien interlands in het jaar 2009, waaronder acht wedstrijden in de kwalificatiereeks voor het WK voetbal 2010 in Zuid-Afrika. De ploeg eindigde als zesde in de eindstand van de CONMEBOL-zone en plaatste zich daardoor niet voor de WK-eindronde. De selectie stond onder leiding van bondscoach Sixto Vizuete. 

## Balans
| Wedstrijden | Wedstrijden | Wedstrijden | Wedstrijden | Doelpunten | Doelpunten | Doelpunten | Punten |
| Gespeeld    | Winst       | Gelijk      | Verlies     | Voor       | Tegen      | Saldo      | Punten |
| ----------- | ----------- | ----------- | ----------- | ---------- | ---------- | ---------- | ------ |
| 10          | 3           | 3           | 4           | 11         | 12         | –1         | 0.900  |

## Interlands
|                                                             |                     |       |                    |                                                                                             |
| 29 maart WK-kwalificatie № 410 «onderlinge duels» 16:00 uur | Ecuador             | 1 – 1 | Brazilië           | Estadio Olímpico Atahualpa, Quito Toeschouwers: 40.000 Scheidsrechter: Carlos Chandía (CHI) |
| 29 maart WK-kwalificatie № 410 «onderlinge duels» 16:00 uur | Christian Noboa 89' |       | 72' Júlio Baptista | Estadio Olímpico Atahualpa, Quito Toeschouwers: 40.000 Scheidsrechter: Carlos Chandía (CHI) |

|                                                            |                     |       |                     |                                                                                            |
| 1 april WK-kwalificatie № 411 «onderlinge duels» 16:20 uur | Ecuador             | 1 – 1 | Paraguay            | Estadio Olímpico Atahualpa, Quito Toeschouwers: 36.853 Scheidsrechter: Wilmar Roldán (COL) |
| 1 april WK-kwalificatie № 411 «onderlinge duels» 16:20 uur | Christian Noboa 63' |       | 90+3' Edgar Benítez | Estadio Olímpico Atahualpa, Quito Toeschouwers: 36.853 Scheidsrechter: Wilmar Roldán (COL) |

|                                                             |                      |       |                                                      |                                                                                           |
| 27 mei Vriendschappelijk № 412 «onderlinge duels» 20:00 uur | Ecuador              | 1 – 3 | El Salvador                                          | Memorial Coliseum, Los Angeles Toeschouwers: 28.793 Scheidsrechter: Ricardo Salazar (USA) |
| 27 mei Vriendschappelijk № 412 «onderlinge duels» 20:00 uur | Jefferson Montero 7' |       | 10' Osael Romero 45' Rudis Corrales 51' Osael Romero | Memorial Coliseum, Los Angeles Toeschouwers: 28.793 Scheidsrechter: Ricardo Salazar (USA) |

|                                                           |                        |       |                                          |                                                                                       |
| 7 juni WK-kwalificatie № 413 «onderlinge duels» 15:30 uur | Peru                   | 1 – 2 | Ecuador                                  | Estadio Monumental "U", Lima Toeschouwers: 17.050 Scheidsrechter: Carlos Torres (PAR) |
| 7 juni WK-kwalificatie № 413 «onderlinge duels» 15:30 uur | Juan Manuel Vargas 52' |       | 38' Jefferson Montero 58' Carlos Tenorio | Estadio Monumental "U", Lima Toeschouwers: 17.050 Scheidsrechter: Carlos Torres (PAR) |

|                                                            |                                     |       |            |                                                                                             |
| 10 juni WK-kwalificatie № 414 «onderlinge duels» 16:00 uur | Ecuador                             | 2 – 0 | Argentinië | Estadio Olímpico Atahualpa, Quito Toeschouwers: 36.359 Scheidsrechter: Carlos Chandía (CHI) |
| 10 juni WK-kwalificatie № 414 «onderlinge duels» 16:00 uur | Walter Ayoví 72' Pablo Palacios 83' |       |            | Estadio Olímpico Atahualpa, Quito Toeschouwers: 36.359 Scheidsrechter: Carlos Chandía (CHI) |

|                                                                  |         |       |         |                                                                                           |
| 12 augustus Vriendschappelijk № 415 «onderlinge duels» 20:40 uur | Ecuador | 0 – 0 | Jamaica | Giants Stadium, East Rutherford Toeschouwers: onbekend Scheidsrechter: Jair Marrufo (USA) |
| 12 augustus Vriendschappelijk № 415 «onderlinge duels» 20:40 uur |         |       |         | Giants Stadium, East Rutherford Toeschouwers: onbekend Scheidsrechter: Jair Marrufo (USA) |

|                                                                |                                              |       |         |                                                                                                |
| 5 september WK-kwalificatie № 416 «onderlinge duels» 15:30 uur | Colombia                                     | 2 – 0 | Ecuador | Estadio Atanasio Girardot, Medellín Toeschouwers: 42.000 Scheidsrechter: Sergio Pezzotta (ARG) |
| 5 september WK-kwalificatie № 416 «onderlinge duels» 15:30 uur | Jackson Martínez 82' Teófilo Gutiérrez 90+4' |       |         | Estadio Atanasio Girardot, Medellín Toeschouwers: 42.000 Scheidsrechter: Sergio Pezzotta (ARG) |

|                                                                |                       |       |                                                                 |                                                                                           |
| 9 september WK-kwalificatie № 417 «onderlinge duels» 15:00 uur | Bolivia               | 1 – 3 | Ecuador                                                         | Estadio Hernando Siles, La Paz Toeschouwers: 10.200 Scheidsrechter: Héctor Baldassi (ARG) |
| 9 september WK-kwalificatie № 417 «onderlinge duels» 15:00 uur | Gerardo Yecerotte 85' |       | 4' Edison Méndez 46' Luis Antonio Valencia 56' Cristian Benítez | Estadio Hernando Siles, La Paz Toeschouwers: 10.200 Scheidsrechter: Héctor Baldassi (ARG) |

|                                                               |                      |       |                                           |                                                                                              |
| 10 oktober WK-kwalificatie № 418 «onderlinge duels» 17:00 uur | Ecuador              | 1 – 2 | Uruguay                                   | Estadio Olímpico Atahualpa, Quito Toeschouwers: 42.700 Scheidsrechter: Salvio Fagundes (BRA) |
| 10 oktober WK-kwalificatie № 418 «onderlinge duels» 17:00 uur | Antonio Valencia 67' |       | 69' Luis Suárez 90+4' (pen.) Diego Forlán | Estadio Olímpico Atahualpa, Quito Toeschouwers: 42.700 Scheidsrechter: Salvio Fagundes (BRA) |

|                                                     |                    |       |         | |
| 15 oktober WK-kwalificatie № 419 «onderlinge duels» | Chili              | 1 – 0 | Ecuador | Estadio Monumental David Arellano, Santiago Toeschouwers: 47.000 Scheidsrechter: Carlos Torres (PAR) |
| 15 oktober WK-kwalificatie № 419 «onderlinge duels» | Humberto Suazo 53' |       |         | Estadio Monumental David Arellano, Santiago Toeschouwers: 47.000 Scheidsrechter: Carlos Torres (PAR) |

## FIFA-wereldranglijst
| JAN | FEB | MAR | APR | MEI | JUN | JUL | AUG | SEP | OKT | NOV | DEC |
| --- | --- | --- | --- | --- | --- | --- | --- | --- | --- | --- | --- |
| 39  | 40  | 39  | 42  | 42  | 44  | 36  | 36  | 36  | 44  | 35  | 37  |

## Statistieken
| Marcelo Elizaga       | 1972-04-19 | Club Sport Emelec       | 5 | 1 | 0 | 15  | 0  |
| José Cevallos         | 1971-04-17 | LDU Quito               | 5 | 0 | 0 | 88  | 0  |
| Cristian Mora         | 1979-08-26 | El Nacional             | 0 | 1 | 0 | 20  | 0  |
| Verdediging           |            |                         |   |   |   |     |    |
| Walter Ayoví          | 1979-08-11 | CF Monterrey            | 9 | 0 | 1 | 46  | 5  |
| Iván Hurtado          | 1974-08-16 | Deportivo Quito         | 8 | 0 | 0 | 165 | 5  |
| Neicer Reasco         | 1977-07-23 | LDU Quito               | 7 | 0 | 0 | 50  | 0  |
| Giovanny Espinoza     | 1977-04-12 | Birmingham City         | 6 | 0 | 0 | 90  | 2  |
| Jorge Guagua          | 1981-09-28 | El Nacional             | 3 | 3 | 0 | 37  | 2  |
| Julio Marcelo Fleitas | 1973-09-01 | Club Sport Emelec       | 3 | 0 | 0 |     |    |
| Miguel Ibarra         | 1984-09-08 | Club Deportivo Espoli   | 2 | 0 | 0 |     |    |
| Isaac Mina            | 1980-10-17 | Deportivo Quito         | 1 | 2 | 0 |     |    |
| Jairo Campos          | 1984-07-18 | LDU Quito               | 1 | 0 | 0 |     |    |
| Middenveld            |            |                         |   |   |   |     |    |
| Segundo Castillo      | 1982-05-15 | Wolverhampton W.        | 9 | 0 | 0 |     |    |
| Edison Méndez         | 1979-03-16 | LDU Quito               | 8 | 0 | 1 | 91  | 15 |
| Christian Noboa       | 1985-04-09 | Rubin Kazan             | 6 | 2 | 2 | 8   | 2  |
| Luis Antonio Valencia | 1985-08-04 | Manchester United       | 6 | 0 | 2 | 41  | 6  |
| Jefferson Montero     | 1989-09-01 | Villarreal CF           | 5 | 3 | 2 | 11  | 2  |
| Fernando Hidalgo      | 1985-05-20 | Barcelona Sporting Club | 2 | 3 | 0 |     |    |
| Joffre Guerrón        | 1985-04-28 | Cruzeiro                | 2 | 2 | 0 | 15  | 0  |
| Joao Rojas            | 1989-06-14 | Club Sport Emelec       | 2 | 1 | 0 | 4   | 0  |
| David Quiroz          | 1982-09-08 | Club Sport Emelec       | 2 | 0 | 0 |     |    |
| Paul Ambrosi          | 1980-10-14 | CA Rosario Central      | 1 | 1 | 0 | 35  | 0  |
| Christian Lara        | 1980-04-27 | LDU Quito               | 1 | 0 | 0 |     |    |
| Hólger Matamoros      | 1985-01-04 | Deportivo Cuenca        | 0 | 1 | 0 |     |    |
| Michael Quiñónez      | 1984-06-21 | El Nacional             | 0 | 1 | 0 |     |    |
| Patricio Urrutia      | 1978-10-15 | Fluminense              | 0 | 1 | 0 | 27  | 3  |
| Aanval                |            |                         |   |   |   |     |    |
| Cristian Benítez      | 1986-05-01 | Birmingham City         | 6 | 0 | 1 | 32  | 10 |
| Carlos Tenorio        | 1979-05-14 | Al-Nassr                | 4 | 0 | 1 | 52  | 12 |
| Felipe Caicedo        | 1988-09-05 | Málaga CF               | 4 | 0 | 0 | 28  | 3  |
| Pablo Palacios        | 1982-02-05 | Barcelona Sporting Club | 2 | 4 | 1 | 13  | 1  |
| Edmundo Zura          | 1983-12-01 | El Nacional             | 0 | 3 | 0 | 12  | 1  |
| Walter Calderón       | 1977-10-17 | LDU Quito               | 0 | 1 | 0 |     |    |